# Prak

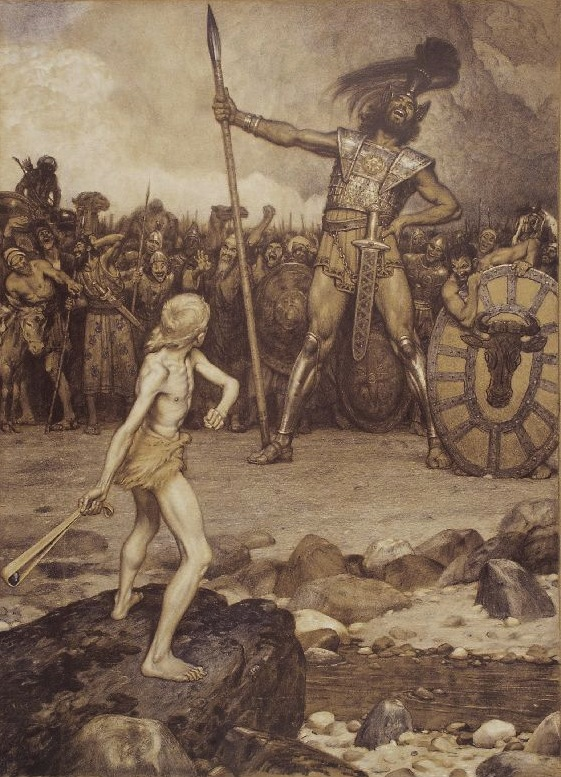
David a Goliáš, biblický souboj, v němž byl použit prak.

Prak je jednoduchá a velmi levná střelná zbraň vymršťující projektily s využitím lidské síly, přičemž využívá buďto odstředivé síly nebo síly akumulované v pružných částech praku (tzv. vidlicový prak).
Ve starověku i středověku byl odstředivý prak běžně používán nejen jako masově používaná zbraň chudých, ale i v armádní výzbroji. Vrcholu svého významu dosáhl v době antiky, v řeckých a římských armádách.

## Význam slova a jeho vývoj
V češtině označovalo původně slovo „prak“ zbraň odstředivého typu: známá husitská práčata nepoužívala vidlicové praky s gumou, biblický David též skolil Goliáše prakem v původním významu toho slova. Dnes v češtině znamená slovo „prak“ i vidlicovitou zbraň s gumovými svazky, která využívá energie akumulované gumovými svazky a svým principem se tak blíží luku.
V jiných jazycích tomu tak však není a může docházet k nedorozuměním. Například angličtina oba praky odlišuje jako „sling“ (odstředivý prak) a „catapult“ (US „slingshot“). Správnější označení pro vidlicovitou zbraň s gumou by asi bylo české „katapult“, to však asociuje římské válečné stroje.

## Odstředivý prak

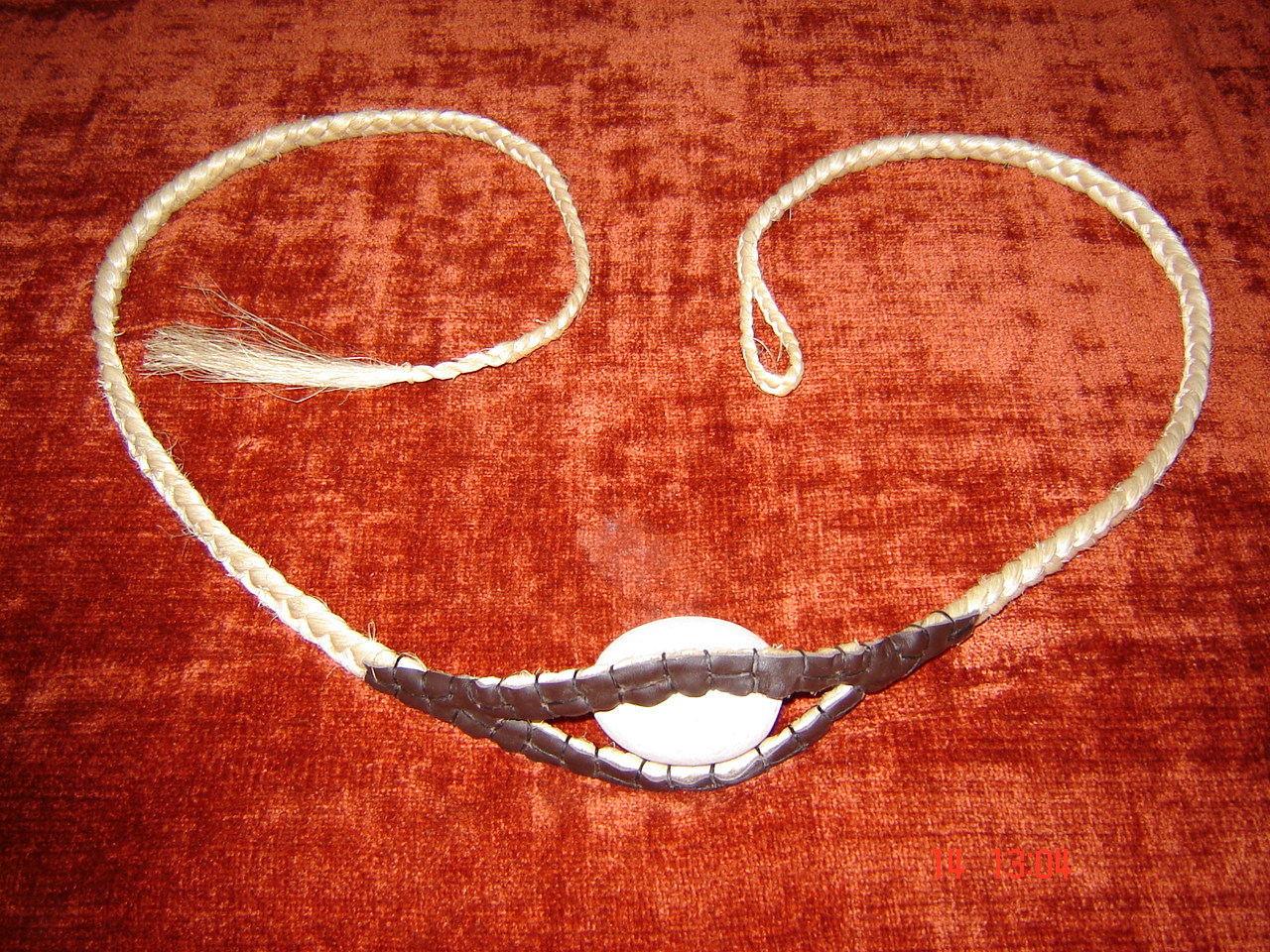
Odstředivý prak (Baleáry)

Odstředivý prak byl vynalezen v pravěku, nejspíše v mladším paleolitu, ale jeho používání je spolehlivě doloženo až z neolitu. Nejstarší zobrazení střelce praku pochází z tureckého naleziště Çatal Hüyük z doby asi 7000 let. př. n. l. Z archeologických nalezišť je známo množství kamenů, jež byly nejspíše používány jako munice do praků, nicméně nálezy praků jsou vzácné, neboť obvykle podlehnou degradaci. Jako výrobní materiál se používaly pruhy kůže, případně provazy z rostlinných či zvířecích materiálů. Nejstarší dochované praky pocházejí z Peru (asi 2000 let př. n. l.) a z Egypta (asi 1320 let př. n. l.).
Typ praku používaný v armádách starověku a středověku představoval provaz s kapsou uprostřed. Střelec uchopil oba konce, do kapsy vložil projektil a provaz roztočil. Pak ve správnou chvíli jeden z konců provazu pustil, čímž byl projektil odstředivou silou vymrštěn z kapsy praku ven. Nebylo to jednoduché – přesná střelba vyžadovala spoustu šikovnosti a cviku. Jako projektily se běžně užívaly patřičně tvarované oblázky o vhodné hmotnosti, ovšem v armádách řeckých a římských států či ve středověkých armádách se vyskytovala i lepší speciálně vyrobená munice, např. v podobě olověných koulí.
Odstředivý prak byl nebezpečnou a smrtící zbraní s dostřelem okolo 300 m, přičemž ale účinný dostřel byl asi 200 m (na větší vzdálenost měly smysl už jen hromadné salvy na lehkou pěchotu bez těžké zbroje a velkých štítů či na formace jízdy za účelem plašení koní). Projektily, kterým zkušený prakovník dokázal udělit rychlost až 200 km v hodině, dokázaly při přesném zásahu do hlavy spolehlivě zabíjet (biblický příběh o Davidu a Goliáši tak může být zcela realistický, aniž by bylo potřeba v něm vidět nějaký zázrak), olověné koule při zásahu nechráněného těla či končetin trhaly svaly a lámaly kosti.
Prakovníci sehrávali ve starověkých řeckých a římských armádách opravdu důležitou úlohu, kupř. jejich promyšlené nasazení Alexandrem Makedonským sehrálo zásadní roli v bitvě u Gaugamél, když rozvrátilo útvary perské jízdy na perském levém křídle, což de facto rozhodlo celou bitvu.
Ve středověku začaly být praky vytlačovány luky a kušemi, které je při střelbě na velkou vzdálenost překonávaly přesností, průrazností a nakonec i dostřelem. Přesto byly hojně využívány ještě v husitských válkách, kdy střelci z praků (tzv. práčata) plašili koně jízdních vojsk a (i též pomocí praků) umisťovali kovové nástrahy pod kopyta útočících nepřátelských koní.
Palné zbraně v novověku prak z moderních armád zcela vytlačily.

### Odstředivý prak jako národní zbraň
Zvláště obávaní střelci z praku byli tzv. Baleárští prakovníci (Els Foners Balears), kteří byli po světě najímáni jako cenní žoldnéři, používáním praků prosluli i Peruánci, některé skotské klany či obyvatelé dalších oblastí Britských ostrovů.

## Vidlicový prak

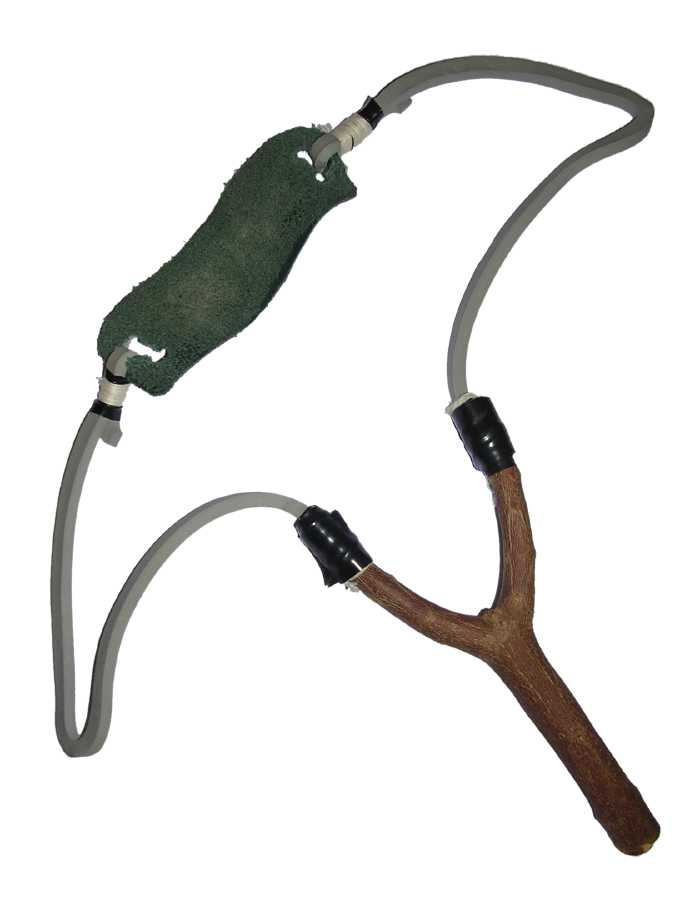
Vidlicový prak.

Vidlicový prak se skládá z vidlice a gumy, která spojuje její konce. Je méně účinný, protože se dá použít jen s daleko menšími projektily. I ty nejlepší se tak hodí maximálně na střílení do terče či na drobné živočichy, případně (při vhodné lehké a měkké munici, neboť např. zásah kamenem do oka by mohl člověka vážně zranit) jako symbolická zbraň v klukovských válkách.